# Охота на Голлума
«Охота на Голлума» (или «Охота за Голлумом»; англ. The Hunt for Gollum) — 40-минутный художественный фильм 2009 года, снятый поклонниками творчества Дж. Р. Р. Толкина вне системы официальных киностудий. Это некоммерческий фанатский фильм, размещённый в Интернете и не выходивший в кинопрокат. Он снят в стилистике фильма Питера Джексона «Властелин колец» и сюжетно является приквелом (и отчасти мидквелом) данной кинотрилогии.

## История создания
Идея снять данный фильм пришла в голову режиссёру Крису Бушару в начале 2007 года (до этого Бушар уже работал над малобюджетными независимыми проектами). Он начал работу над сценарием и в том же году начались съёмки, проходившие в Северном Уэльсе. В основу сюжета, помимо текста трилогии «Властелин колец» и приложений к ней, легли и изданные позже дополнения к роману — в частности, история «Охота за Кольцом» из «Неоконченных сказаний» Толкина.
Бушар привлёк к работе операторов и актёров, поклонников творчества Толкина. Все съёмки проходили на общественных началах, никто не получал гонорары (как и не предполагал получать в дальнейшем деньги за распространение фильма). Фильм был снят на  видео высокой чёткости.
Премьера фильма состоялась 3 мая 2009 года: он был выложен на официальном сайте проекта в интернете и показан на Фестивале фантастического кино в Лондоне (Sci-Fi-London). В течение месяца после премьеры у фильма насчитывалось более 2 миллионов просмотров онлайн.

## Сюжет
Действие происходит в конце Третьей эпохи (3018 г.), непосредственно перед событиями, которыми начинается основная линия фильма «Братство кольца» (приезд Гэндальфа в Шир и день рождения Бильбо).
«Следопыт» (Арагорн) встречается в Пригорье с Гэндальфом, и тот делится своими опасениями по поводу Голлума — существа, которое долго владело Кольцом и которое знает, что теперь кольцо у хоббита Бильбо. Гэндальф понимает, что Голлум может направить силы Саурона на поиски Бильбо; Арагорн предлагает свою помощь в поимке Голлума.
Он начинает поиски. В лесу он встречается с Аритиром (дунэдайн Севера, который оказывается его дальним родственником), который рассказывает ему о том, что в отдалённых деревнях он слышал о существе, ворующем у крестьян рыбу и нападающем на детей. Арагорн направляется в эти места, по дороге вступая в бой с двумя орками-разведчиками и убивая их.
Вскоре ему удаётся обнаружить Голлума и поймать его. Но Голлум не хочет ничего рассказывать, и Арагорн идёт с ним дальше в Лихолесье, неся его в мешке. Вскоре Арагорна окружает большой отряд орков, с которым он вступает в схватку. Ему удаётся перебить всех орков, но сам он ранен и обессилен, и теряет сознание (в забытьи представляя свою встречу с Арвен). Когда Арагорн приходит в себя, он видит, что Голлум освободился из мешка и сбежал. Арагорн преследует его и настигает его ночью. Однако появляется назгул, с которым начинает биться Арагорн. Внезапно назгул исчезает, появляется отряд лесных эльфов и их предводитель сообщает, что Голлум у них.
У эльфов Гэндальф проводит допрос Голлума. Он понимает, что Саурон знает, что кольцо теперь находится у Бильбо, и что ему нужно срочно ехать в Шир, чтобы предупредить Бильбо и Фродо об опасности. Арагорн предлагает Гэндальфу направить хоббитов в Пригорье, где они встретятся. Голлум же, разговаривая сам с собой в камере, куда его посадили, злобно грозит Бильбо гибелью.

## В ролях
- Эдриан Вебстер — Арагорн
- Эрин Олдридж — Аритир
- Патрик О’Коннор — Гэндальф Серый
- Рита Рамнани — Арвен
- Макс Брейси — лесной эльф
- Гарет Броу — Голлум (озвучка) и Гоблок (вожак орков)

## Съёмочная группа
- Режиссёр и продюсер — Крис Бушар
- Сценарий — Крис Бушар, при участии Джулианны Хани-Меннал, Сабины Саттар, Стюарта Прайса
- Сопродюсеры — Брайан Лэвери, Глэдис Сан-Хуан, Джулианна Хани-Меннал, Спенсер Дуру
- Композиторы — Крис Бушар, Адам Лангстон и Эндрю Скрабутенас
- Операторы — Майк Ричи, Стейн Сти, Джон Пол Фрезер, Нил Филипс, Крис Чайлд

## Саундтрек
Звуковую дорожку к фильму сочинили  Крис Бушар, Адам Лангстон и Эндрю Скрабутенас. На CD саундтрек не издавался, он был выложен на сайте проекта для свободного скачивания.
Список композиций:
1. «Prologue» (Langston)
2. «Hunt for Gollum Theme» (Bouchard)
3. «First Steps» (Langston)
4. «The Vision» (Skrabutenas)
5. «Ancient Bloodline» (Bouchard)
6. «Crossing the Mountains» (Langston)
7. «The Road is Long» (Skrabutenas)
8. «Arithir the Ranger» (Bouchard)
9. «Finding Gollum» (Skrabutenas)
10. «Aragorn and Gollum» (Skrabutenas)
11. «Orcs Approaching» (Skrabutenas)
12. «Athelas and the Evenstar» (Langston)
13. «The Nazgul of Dol Guldur» (Langston)
14. «The Elves of Mirkwood» (Skrabutenas)
15. «Frodo Must Be Protected» (Skrabutenas)
16. «Aragorn’s Quest (Trailer 1)» (Bouchard)

## Отзывы
- Из статьи Выходит новый фильм по «Властелину колец» (30 апреля 2009) Архивная копия от 1 сентября 2009 на Wayback Machine:

Казалось бы, на что способны нерегулируемые группы поклонников? Правильный ответ: на всё. И даже на качественное исполнение — как выяснилось, в группе Бушара  работали знатоки своего дела. Результатом их совместных усилий стал фильм, визуальная и звуковая часть которого (если опустить слегка игрушечные маски орков и прочих монстров) — компьютерная графика, игра артистов, костюмы, антураж — практически ни в чём не уступает монолитному киновысказыванию Питера Джексона.
- Из статьи Все, что в воздухе: Любительское кино победит // «Большой город» (24 июня 2009) Архивная копия от 28 декабря 2010 на Wayback Machine:

«Охота на Голлума» сделана абсолютно всерьёз и смотрится не хуже любого блокбастера со спецэффектами и бюджетом под 100 миллионов.

Фильм Бушара если не стёр, то заметно размыл границы между user generated content и индустриальным производством в кино — на территории, где в силу чисто экономических причин до недавних пор профессионалы чувствовали себя неуязвимыми. И сильно изменил привычные представления о том, что человек может сделать не за деньги.

## Блокировка
В день официального анонса о начале работы над фильмом «Властелин колец: Охота на Голлума», Warner Bros. Entertainment заблокировал фанатский фильм «Охота на Голлума» спустя 15 лет после релиза. 
Криш Бушар, режиссёр фанатского фильма, высказал удивление по поводу блокировки в своём Твиттере:
Мы были немного удивлены, узнав, что наш фильм был заблокирован на YouTube (надеюсь, временно) — сейчас мы пытаемся узнать, можно ли восстановить ролик, поскольку это явно некоммерческая работа фанатов/дань уважения
Крис Бушар на следующий день сообщил в Твиттере о разблокировке фильма на их канале в YouTube.
С возвращением нашего фильма! Мягко говоря, сегодня у нас был интересный день. Мы благодарны WB за их любезность и выражаем любовь всем поклонникам Толкина, которые помнили и поддержали нас. Мы также счастливы, что Энди Серкис расскажет нам новую версию этой истории

## Награды и номинации
- Balticon Film Festival (2009) — лучший игровой короткометражный фильм: победа